# Radio Jeunes
Radio Jeunes (arabe : إذاعة الشّباب) est une station de radio publique tunisienne créée le 7 novembre 1995.

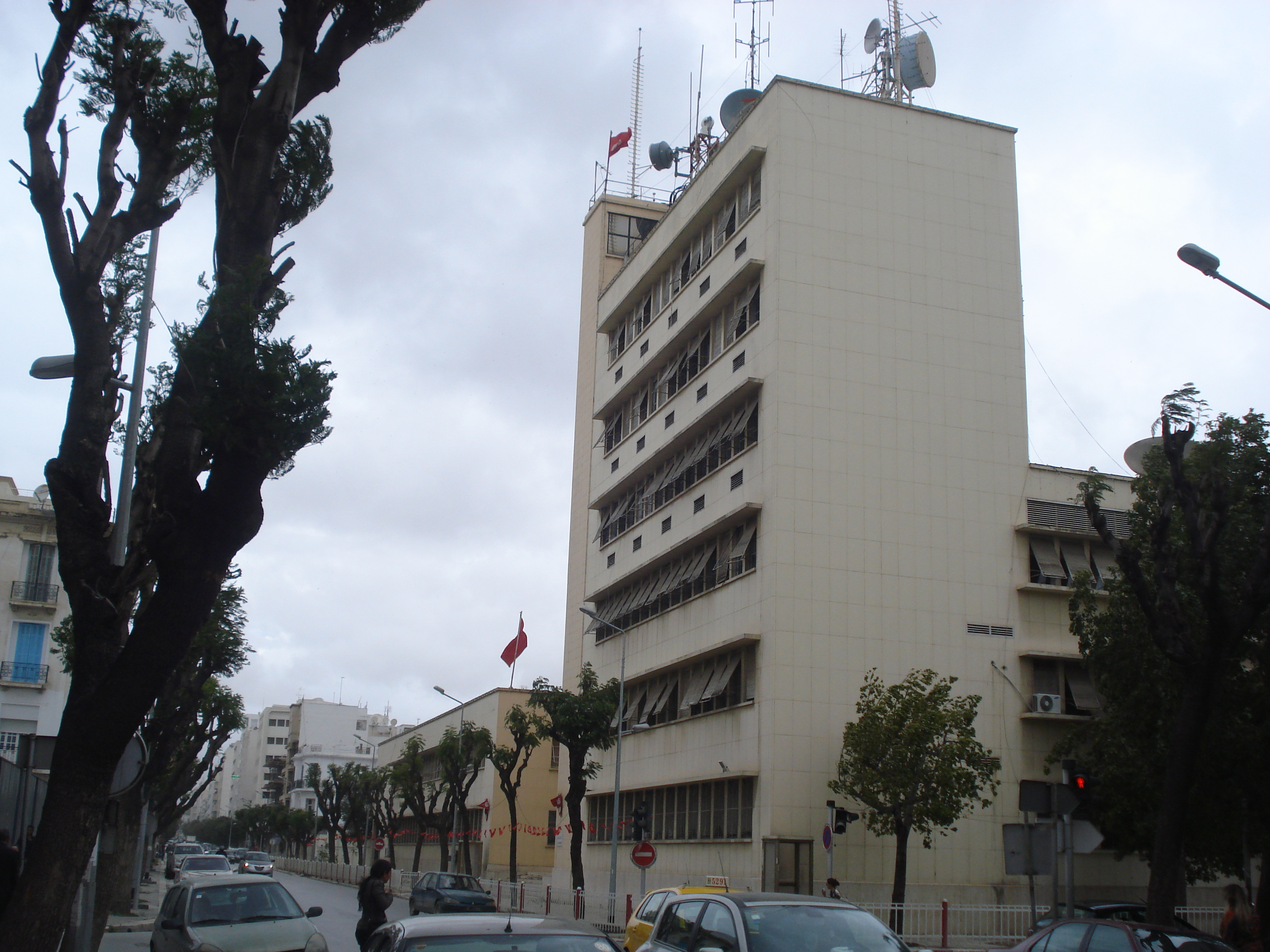
Maison de la radio tunisienne

Elle émet en modulation de fréquence sur tout le territoire national et occupe deux studios (studios 13 et Open Space) à la Maison de la radio tunisienne située à Tunis (avenue de la Liberté).